# Henri Epstein
Pour les articles homonymes, voir Epstein.
Henri Epstein né à Łódź (Empire russe) le 14 janvier 1891 ou le 20 juin 1892, et mort en déportation à Auschwitz (Troisième Reich) en 1944 est un peintre français d'origine russe, rattaché à l'École de Paris.

## Biographie

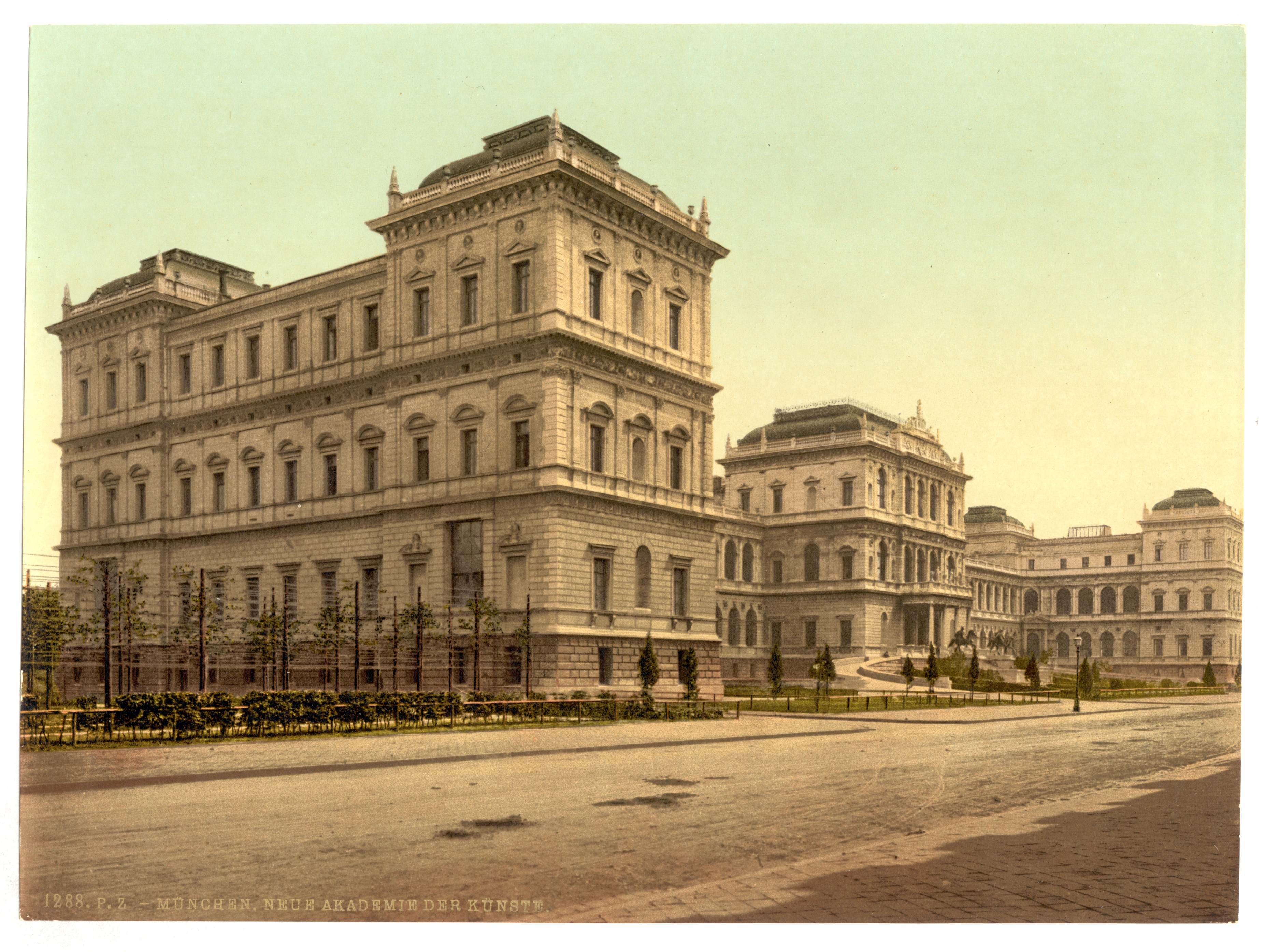
Académie des beaux-arts de Munich

Henri Epstein est le fils de Samuel Epstein et Anne Czapnik. Il perd son père, libraire, à l'âge de trois ans et grandit auprès de sa mère qui encourage son précoce penchant pour la peinture. Il entreprend une formation à l'École de dessin de Jakub Kacenbogen à Łódź, où il a pour condisciple Zygmunt Landau, avant d’intégrer l'Académie des beaux-arts de Munich jusqu'en 1910.

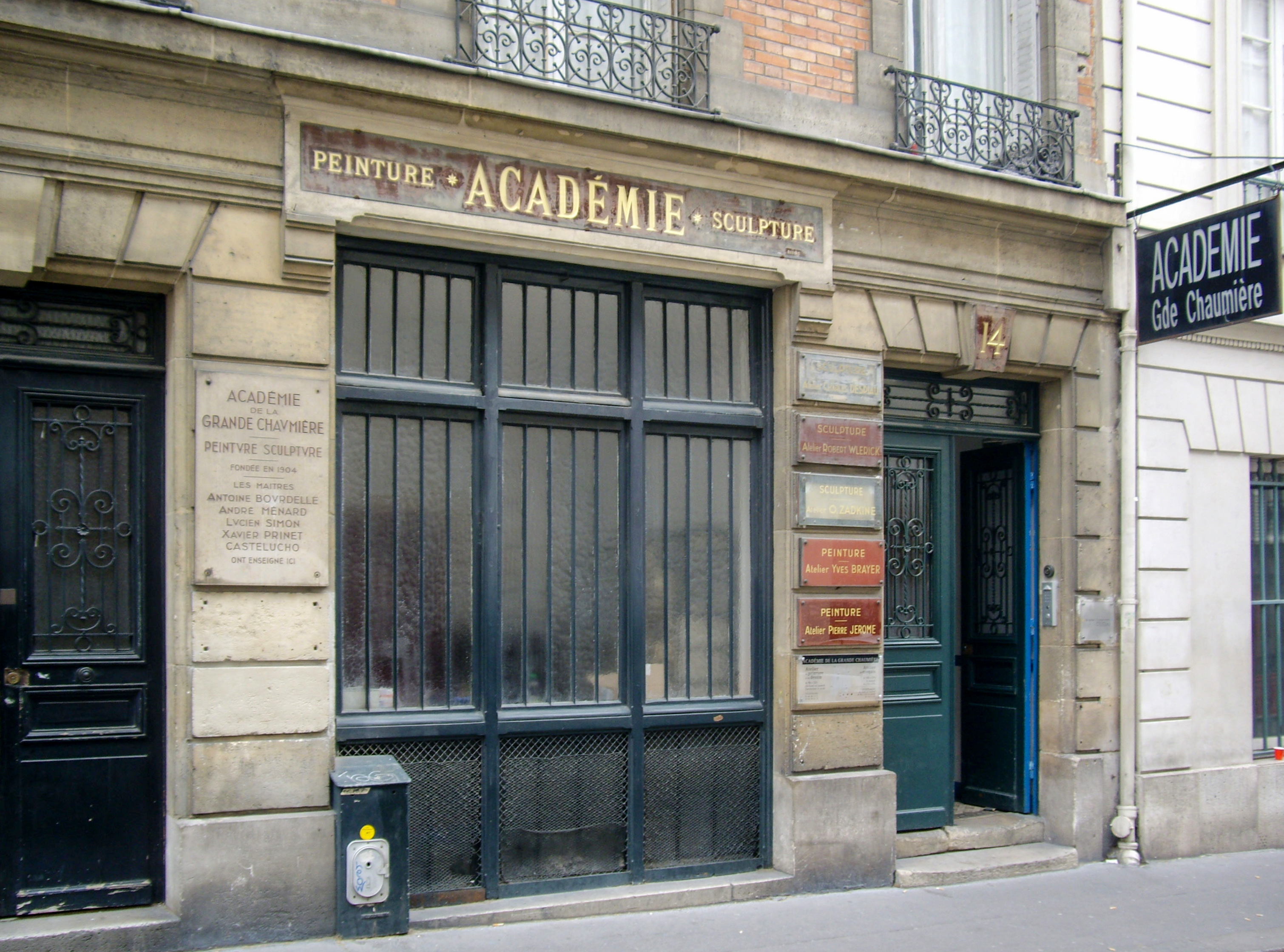
Académie de la Grande Chaumière, Paris

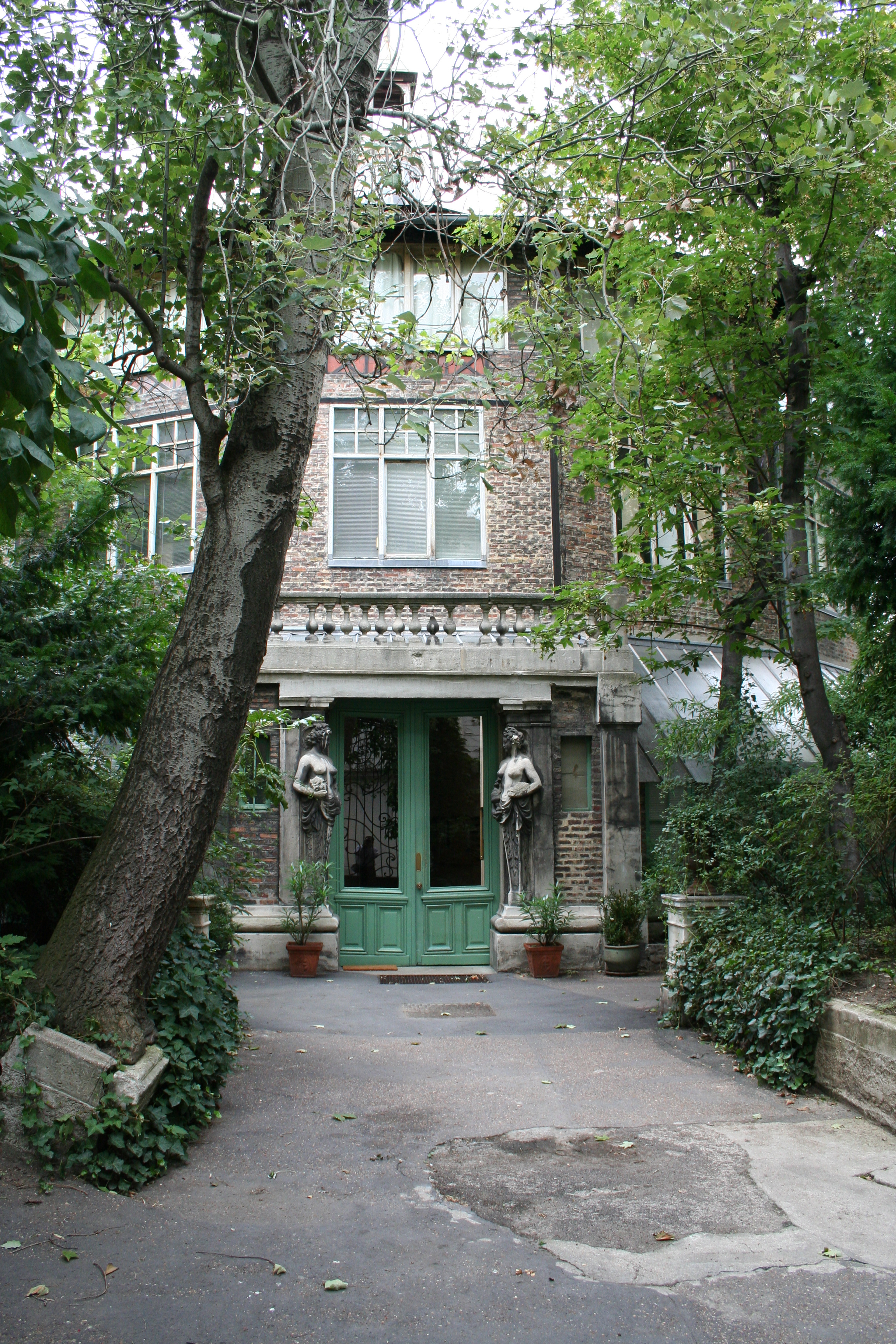
La Ruche, Paris

Après une première visite à Paris en 1912, au cours de laquelle on lui prête la création, avec entre autres artistes Pinchus Krémègne, Léon Indenbaum, Joseph Tchaikov (en); Marek Szwarc et Isaac Lichtenstein (1888-1981), d'une revue éphémère, entièrement consacrée à l'art juif et intitulée Machmadim,, il repart servir l'armée polonaise. Il s'installe enfin à la Ruche en 1913 jusqu'en 1938, se lie d'amitié avec Amedeo Modigliani, Chaïm Soutine et Pinchus Krémègne et fréquente les cours de l'Académie de la Grande Chaumière.
Henri Epstein est d'abord remarqué du commissaire de police et collectionneur de tableaux Léon Zamaron qui voit en lui le peintre « le plus doué » de son temps. Harry Bellet mentionne que les choix de Léon Zamaron ont alors une grande influence sur ceux de Jonas Netter qui fera à son tour entrer Henri Epstein dans sa collection.
Par son mariage avec Suzanne Dorignac, l'une des quatre filles du peintre Georges Dorignac, Henri Epstein devient le beau-frère du peintre André Hébuterne (témoin principal du mariage), des sculpteurs Marcel Damboise et Louis Dideron, ce dernier originaire d'Épernon (Eure-et-Loir).
Henri Belbeoch et Florence Clifford estiment que c'est à partir de 1930 que, l'été venu, avec son mécène le docteur Gilles, Henri Epstein effectue plusieurs séjours en Bretagne (notamment à Belle-Île-en-Mer et à Concarneau), lui attribuant cependant également de nombreux moments de peinture sur le motif dans le Vieux-Port de Marseille.
En 1938, Henri Epstein fait l'acquisition d'une maison à Épernon et s'y installe. Dans ses derniers œuvres, témoigne l'institut Yad Vashem de Jérusalem qui les conserve, il évoque « la violence et la terreur » qui s'empareront de cette commune avec l'Occupation allemande. C'est probablement à la suite d'une dénonciation qu'il y est arrêté par la Gestapo et conduit à la maison d'arrêt de Chartres le 23 février 1944, interné au camp de Drancy le 24 février, déporté le 7 mars par le convoi no 69 à Auschwitz d'où il ne reviendra pas.

## Œuvres

### Peintures (sélection, localisations inconnues)

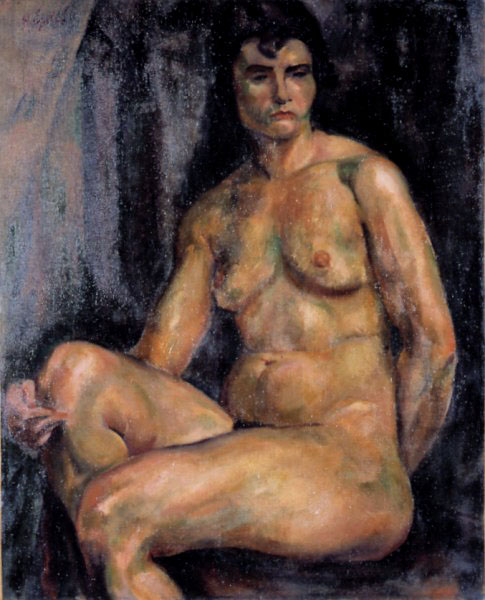
Nu de femme assise (1920).
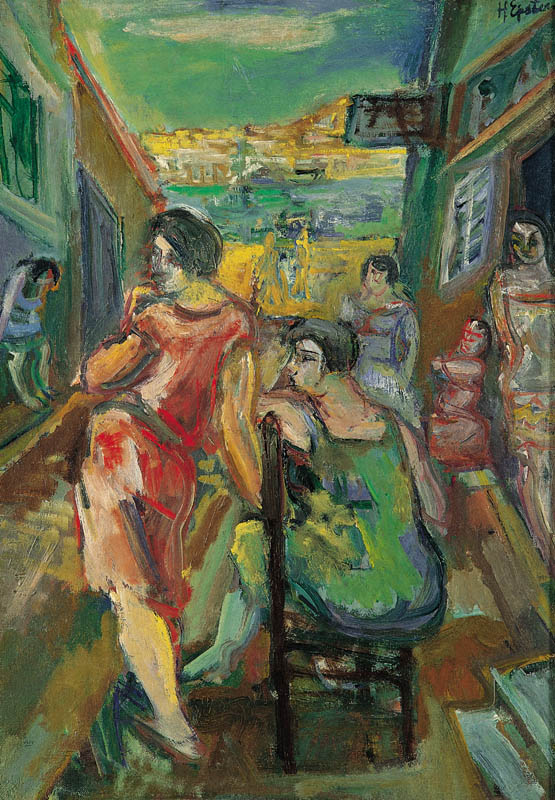
Prostituées à Marseille (1930).
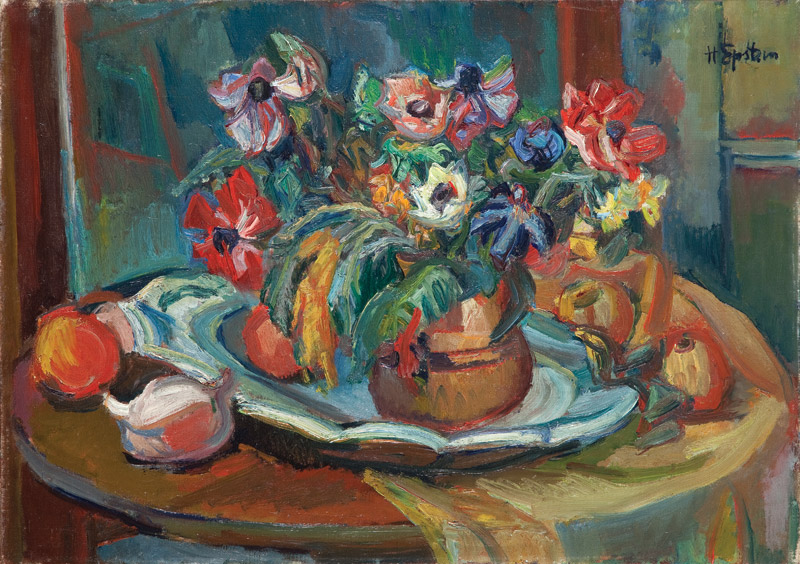
Nature morte aux fleurs (avant 1939).
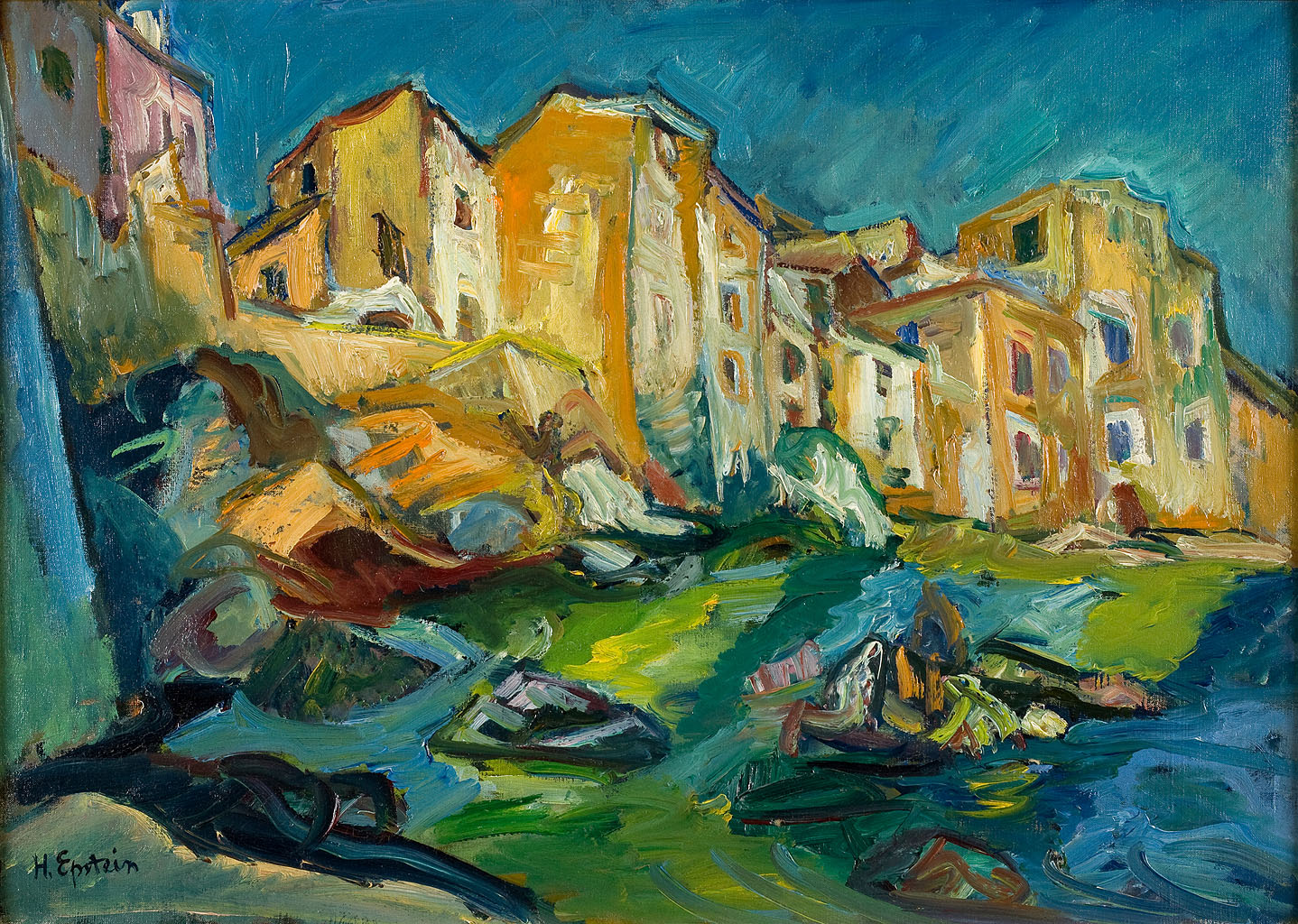
Paysage (avant 1939).
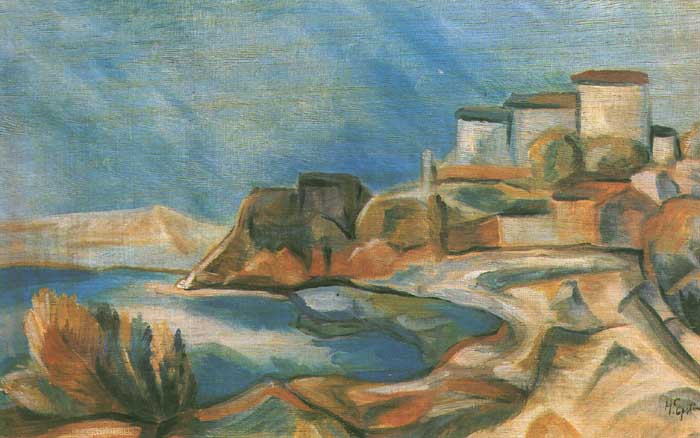
Paysage provençal (avant 1939).

### Livres illustrés
- Gustave Coquiot, Vagabondages (à travers la peinture et les paysages, les bêtes et les hommes), 90 croquis marginaux par Henri Epstein, 315 exemplaires numérotés et 15 exemplaires nominatifs, Librairie Paul Ollendorff, Paris, 1921.
- Pierre Bonardi, Les Rois du maquis, 71 dessins par Henri Epstein, Éditions André Delpeuch, 1926[18].

## Expositions

### Expositions personnelles
- Du 24 mai au 7 juin 1929, galerie Hodebert, 174, rue du Faubourg-Saint-Honoré, Paris.
- Le Portique, Paris, 1934.
- Rétrospective Henri Epstein, galerie Berri-Raspail, Paris, 1946[19].
- Galerie Zak, Paris, 1955[20].
- Musée Jacquemart-André, Paris, 1978[20].
- Haïfa, université de Haïfa, 1978[20].
- Henri Epstein (1891-1944), peintre de l'École de Paris, Conservatoire des meules et pavés du bassin d'Épernon, Épernon, août-septembre 2007[21].
- Rétrospective au musée villa la Fleur, Varsovie, septembre-décembre 2015.

### Expositions collectives
- Salon des indépendants, Paris, 1920, 1927[22].
- Salon d'automne, Paris, 1921[23].
- Salon des Tuileries, Paris, 1927[23].
- Galerie Redfern, Londres, 1953.
- Montparnasse, l'Europe des artistes, 1915-1945, Musée archéologique régional de la Vallée d'Aoste, Aoste, juillet-octobre 1999[24].
- Rétrophila, ville d'Épernon, février 2001.
- Peintres polonais en Bretagne, musée départemental breton, Quimper, 2004[25].
- Artistes d'Europe déportés, musée du Montparnasse, Paris, 2005[26].
- Des Fantômes et des Anges, MAC's - Musée des arts contemporains de la Fédération Wallonie-Bruxelles, Grand-Hornu, octobre 2007 - janvier 2008[27].
- Tableaux d'artistes venus d'Europe de l'Est, musée départemental de la Résistance et de la Déportation, Toulouse, octobre-décembre 2010.
- La collection Jonas Netter. Montparnasse, bienvenue aux peintres, Pinacothèque de Paris, avril 2012[28].
- From Russia to Paris. Chaïm Soutine and his contemporaries, Ben Uri Gallery, Londres, octobre 2012[6].

## Réception critique
- « Une peinture expressionniste, violente et contrastée, marquée de cette sensibilité inquiète propre aux nombreux peintres émigrés venus à ce moment-là d'Europe centrale. » - Gérald Schurr[9]

## Collections publiques

### Allemagne
- Solingen, Kunstmuseum Solingen (de).

### Autriche
- Museum Kunst der verlorenen Generation, Salzbourg[29] :
  - Paysage d'automne, huile sur toile 33x41cm, 1930 ;
  - Scène de marché, aquarelle et encre 25x33cm.

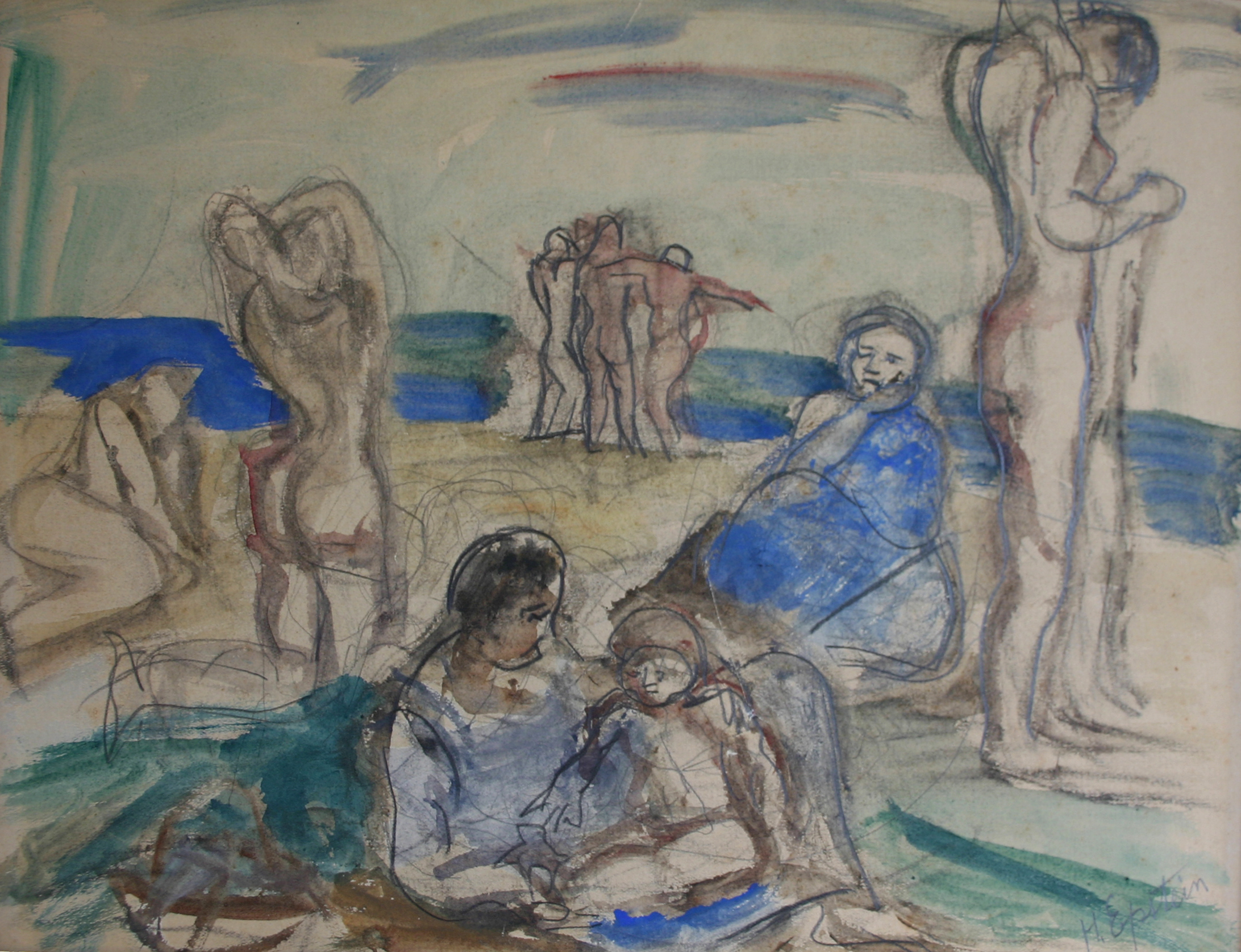
Scène de baignade, aquarelle, crayon et gouache, vers 1920, musée de la Loire, Cosne-Cours-sur-Loire

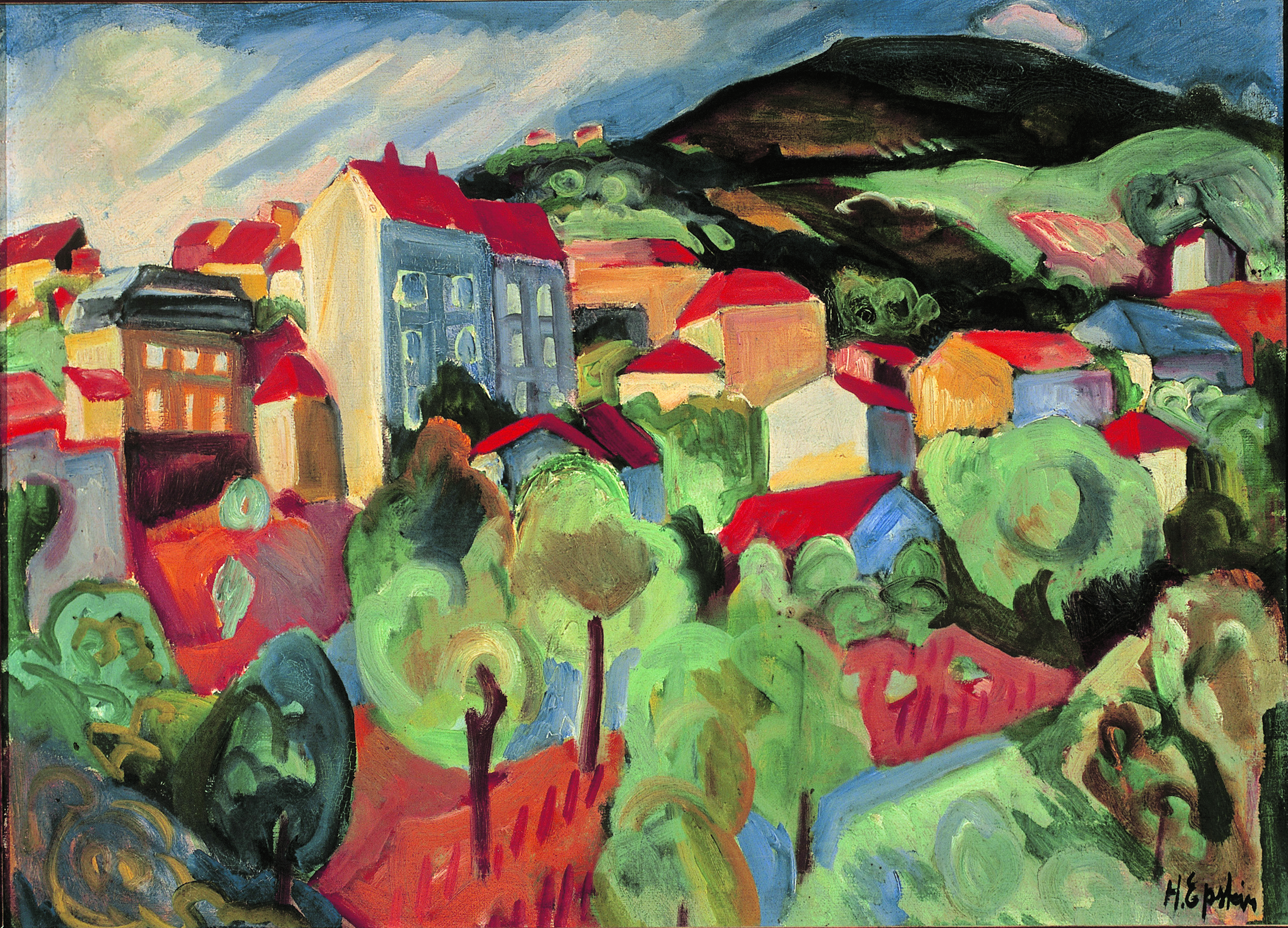
Village corse, huile sur toile, vers 1925, Musée de la Loire, Cosne-Cours-sur-Loire

### France
- Albi, musée Toulouse-Lautrec : Monsieur Hodebert, huile sur toile 89x116cm, 1930 (dépôt du Centre national des arts plastiques)[30].
- Belle-Île-en-Mer, musée de la Citadelle Vauban : Le Palais, Belle-Île-en-Mer, 1941, aquarelle[31].
- Cosne-Cours-sur-Loire, musée de la Loire : fonds d'œuvres provenant de la donation Émile Loiseau[32],[33], parmi lesquelles :
  - La rue, huile sur toile 63,7x77,7cm[34].
- Paris, Bibliothèque nationale de France : Gustave Coquiot, Voyages à travers la peinture et les paysages, les bêtes et les hommes, 1921, l'un des 315 exemplaires constituant l'édition originale, enrichi de 96 dessins originaux à l'encre de Chine ou au crayon, certains aquarellés[35].
- Puteaux, Fonds national d'art contemporain :
  - Marine, aquarelle 48,8x65cm[36] ;
  - Carrière près d'Épernon, huile sur toile (en dépôt à la Faculté de droit de Paris)[37] ;
  - Le Fusain, Erbalonga (Corse), huile sur toile 66x80cm, 1931 (en dépôt à la mairie de La Rochette (Savoie))[38];
  - Cocherel au printemps, huile sur toile, 1934 (en dépôt à la préfecture de la Haute-Loire, Le Puy-en-Velay) [39].
- Villeneuve-d'Ascq, Lille Métropole - musée d'Art moderne, d'Art contemporain et d'Art brut, deux œuvres provenant de la donation Geneviève et Jean Masurel :
  - La Famille, huile sur toile 65x81cm[40] ;
  - Baigneurs avec troupeau traversant la Dor, huile sur toile 89x130[41].

### Israël
- Ein Harod (en), Museum of Art Mishkan LeOmanut[42].
- Haïfa, musée Hecht : Jeune femme, huile sur toile[19].
- Jérusalem, Yad Vashem[16].

### Royaume-Uni
- Londres, Ben Uri Gallery & Museum (en) : Forêt de Rambouillet, huile sur toile 53x71,5cm[43].

## Collections privées référencées
- Léon Zamaron (1872-1955)[10].
- Jonas Netter (1866-1943)[11], Nu debout, huile sur toile, 1929[44].
- Roger Dutilleul (1873-1956)[45].